# Guatlla bec-roja
La guatlla bec-roja (Perdicula erythrorhyncha) és una espècie d'ocell de la família dels fasiànids (Phasianidae) que habita praderies, matolls i boscos decidus de l'Índia.